# Rolf Walter
Rolf Walter (1 de fevereiro de 1937 - 1 de abril de 2022) foi um matemático alemão.

## Formação e carreira
Walter obteve um doutorado 1963 na Universidade de Freiburgo, orientado por Martin Barner, com a tese Über zweidimensionale Flächen mit Schmieglinien im vierdimensionalen affinen Raum. Obteve a habilitação em 1968 em Freiburg, com a tese Zur allgemeinen und projektiven Kinematik einparametriger Ebenenscharen. De 1972 até sua aposentadoria foi professor de geometria diferencial na Universidade Técnica de Dortmund.
Entre outras coisas, lidou com a geometria diferencial de superfícies no espaço quadridimensional (incluindo em sua dissertação), geometria diferencial projetiva e convexidade e publicou livros sobre análise, álgebra linear e geometria diferencial.
Dentre seus doutorandos consta Victor Bangert.

## Publicações
- Lineare Algebra und analytische Geometrie, 2. Edição, Vieweg 1985
- Einführung in die Lineare Algebra, 4. Edição, Vieweg 1996
- Differentialgeometrie, 1978, 2. Edição, BI Wissenschaftsverlag 1989
- Einführung in die Analysis, 3 Volumes, De Gruyter 2007, 2009
- Konvexität in riemannschen Mannigfaltigkeiten, Jahresbericht der Deutschen Mathematiker-Vereinigung, Volume  83, 1982, p. 1–31